# Бутия (полуостров)
Бутия (на английски: Boothia Peninsula) е полуостров в северна част на Канада, част от територията Нунавут. Вдава се на 250 km на север в Северния ледовит океан, Максималната му ширина е 195 km в южната част, а площта му – 32 300 km². На югозапад протокът Джеймс Рос го отделя от остров Крал Уилям, на запад заливът Ларсен – от остров Виктория, на северозапад протокът Франклин – от Принца на Уелс, на север тесният (минимална ширина – 860 m) проток Бело – от остров Съмърсет, а на изток заливът Бутия – от полуостров Бродер на остров Бафинова земя. На юг тесен (36 km) провлак го свързва с континента. Бреговете му са предимно ниски, плоски и силно разчленени от малки заливи (Ротсли, Пейсли и др.). Релефът му е предимно платовиден с отделни ниски масиви с най-висока точка 573 m. През полуострова текат няколко реки с дължина над 50 km, като най-голямата е Лорд Линдси, течаща в южната му част и вливаща се в залива Бутия. Целият е зает от тундрова растителност. В най-южната му част, на западния край на провлака е разположено единственото постоянно селище – инуитското село Талойоак. На северния бряг на полуостров Бутия, на брега на протока Бело, се намира най-северната континентална точка на Северна Америка – нос Мърчисън.
Източният бяг на полуостров Бутия е открит през август 1829 г. от английския полярен изследовател Джон Рос, а югозападният му бряг – през пролетта на 1830 г. от неговия племенник и участник в експедицията – Джеймс Кларк Рос. Джон Рос наименува новооткрития полуостров в чест на сър Феликс Бут (1780 – 1850), промишлен магнат и спонсор на експедицията му. През лятото на 1904 г. великият норвежки полярен изследовател Руал Амундсен по време на двете си принудителни зимувания на югоизточния бряг на остров Крал Уилям, при първото плаване през т.нар. Северозападен морски път, детайлно изследва и картира западния бряг на полуострова. През 1941 – 1942 г. канадският полярен изследовател Хенри Ларсен, също по време на свое принудително зимуване, изследва и топографски заснема целия полуостров Бутия.